# Lindelofia
Genre
Classification phylogénétique
Lindelofia est un  genre de plantes à fleurs de la famille des Boraginacées. Il est originaire d'Asie.
Nom russe : Линделофия
Nom chinois : 长柱琉璃草属 

## Description
Il s'agit de plantes vivaces herbacées érigées.
Les feuilles sont entières et alternes. Les feuilles basales sont longuement pétiolées.
La corolle est campanulée. Le tube de la corolle est normalement plus long que le calice. Le style est long et persistant.
Le nombre de base des chromosomes est de 12.

## Historique et position taxinomique
Ce genre appartient à la sous-famille des Boraginoideae.
Johann Georg Christian Lehmann décrit le genre en 1850 sur la base de deux espèces, toutes deux primitivement classée dans le genre Cynoglossum, la première décrite par John Lindley - Lindelofia anchusoides (Lindl.) Lehm. -, l'autre Lindelofia spectabilis Lehm., cependant déjà décrite par George Bentham mais à partir d'un autre exemplaire sous le nom de Cynoglossum longiflora Benth. (il s'agit donc d'un synonyme). Il le dédie à Friedrich von Lindelof, (1794 - 1882), homme politique allemand décédé à Darmstadt et ministre de la justice du Grand-duché de Hesse.
En 1852, Gottlieb Wilhelm T.G. Bischoff nomme un genre Anchusopsis avec une unique espèce : Anchusopsis longiflora (Benth.) Bisch. sur la base de Cynoglossum longiflorum Benth.; cette unique espèce deviendra Lindelofia longiflora.
Pierre Edmond Boissier, en 1848 et 1875, décrit des espèces dans divers genres existants et crée deux nouveaux genres - Cyphomattia et Paracaryum - dans la famille, espèces dont, ultérieurement, quelques-unes seront reversées dans le genre Lindelofia.
August Brand procède à deux révision du genre en 1915 et 1921 avec tant des ajouts d'espèces classées dans d'autres genres que des retraits d'autres (en particulier de manière incompréhensible Lindelofia anchusoides - espèce type - dont il fait l'espèce type du genre Adelocaryum : Adelocaryum anchusoides (Lindl.) Brand).
Mikhail Grigoríevič Popov contribue, en 1953, à une revue complète du genre.
Ce genre reste très proche de nombreux autres de la sous-famille (Cynoglossum, Mattia, Paracaryum, Solenanthus…), proximité occasionnant une synonymie importante liée à des reclassements successifs.

## Liste des espèces
La liste des espèces est issue des index IPNI (The International Plant Names Index) et Tropicos (Index du jardin botanique du Missouri) à la date de novembre 2011. Les espèces conservées dans le genre sont en caractère gras :
- Lindelofia albida (Wettst. exStapf) Brand (1921) : voir Cynoglossum albidum (Wettst. ex Stapf) Greuter & Burdet - synonymes : Mattia albida Wettst. ex Stapf, Rindera albida (Wettst. ex Stapf) Kusn.
- Lindelofia anchusoides (Lindl.) Lehm. (1850) - synonymes : Adelocaryum anchusoides (Lindl.) Brand, Cynoglossum anchusoides Lindl., Lindelofia cynoglossoides Brand, Paracaryum anchusoides (Lindl.) Benth. & Hook.f., Paracaryum heliocarpum A.Kern.
  - Lindelofia anchusoides subsp. aspera (Rech.f.) F.Sadat (1989) - synonyme : Lindelofia aspera Rech.f.
  - Lindelofia anchusoides subsp. macrostyla (Bunge) Kamelin (1975) - synonymes : Cynoglossum macrostylum Bunge, Lindelofia macrostyla (Bunge) Popov
- Lindelofia angustifolia (Boiss.) Brand (1921) : voir Lindelofia stylosa (Kar. & Kir.) Brand - synonymes : Cynoglossum stylosum Kar. & Kir., Paracaryum angustifolium Boiss.
- Lindelofia aspera Rech.f. (1951) : voir Lindelofia anchusoides subsp. aspera (Rech.f.) F.Sadat
- Lindelofia benthamii Hook.f. (1883)
- Lindelofia brachystemon Brand (1921)
- Lindelofia campanulata Riedl (1863)
- Lindelofia capusii Popov (1953)
- Lindelofia cerinthoides Brand (1921)
- Lindelofia cynoglossoides Brand (1921) : voir Lindelofia anchusoides (Lindl.) Lehm.
- Lindelofia eriocalycina Brand (1921)
- Lindelofia hissarica Brand (1921)
- Lindelofia kandavanensis Bornm. & Gauba (1942)
- Lindelofia korolkowii Brand (1921)
- Lindelofia kurdica (Kotschy ex Boiss.) Brand (1921) - synonymes : Cerinthopsis kurdica Kotschy ex Paine, Trachelanthus kurdicus Boiss.,  Trachelanthus cerinthoides var. kurdicus (Boiss.) Post
- Lindelofia lahulensis Brand (1923)
- Lindelofia lanata (L.) Brand (1921) : synonyme de Cynoglossum mathezii Greuter & Burdet[6],[7] - autres synonymes : Pardoglossum lanatum ( L.) Barbier & Mathez, Anchusa lanata L., Rindera lanata (L.) Lam., Cyphomattia lanata (L.) Boiss.
- Lindelofia longiflora (Benth.) Baill. (1890) - synonymes : Anchusopsis longiflora (Benth.) Bisch., Cynoglossum longiflorum Benth., Lindelofia spectabilis Lehm., Omphalodes longiflora (Benth.) A.DC., Paracaryum longiflorum (Benth.) Boiss.
  - Lindelofia longiflora var. falconeri (C.B.Clarke) Brand (1921) -  synonyme : Lindelofia spectabilis var. falconeri C.B.Clarke
  - Lindelofia longiflora var. levingii (C.B.Clarke) Brand (1921) - synonyme : Lindelofia spectabilis var. levingii C.B.Clarke
- Lindelofia longifolia variété horticole (1888)
- Lindelofia longipedicellata Riedl (1963)
- Lindelofia micrantha Rech.f. & Riedl (1967)
- Lindelofia macrostyla (Bunge) Popov (1953) : voir Lindelofia anchusoides subsp. macrostyla (Bunge) Kamelin
- Lindelofia olgae (Regel & Smirnow ) Brand (1921) - synonyme : Solenanthus olgae Regel & Smirnow
- Lindelofia platycalyx Riedl (1963)
- Lindelofia pterocarpa Popov (1953) : voir Lindelofia stylosa subsp. pterocarpa (Rupr.) Kamelin
- Lindelofia spectabilis Lehm. (1850) : voir Lindelofia longiflora (Benth.) Baill.
  - Lindelofia spectabilis var. falconeri C.B.Clarke (1883) : voir Lindelofia longiflora var. falconeri (C.B.Clarke) Brand
  - Lindelofia spectabilis var. levingii C.B.Clarke (1883) : voir Lindelofia longiflora var. levingii (C.B.Clarke) Brand
- Lindelofia stenosiphon Rech.f. (1951)
- Lindelofia stylosa (Kar. & Kir.) Brand (1921) - synonymes : Cynoglossum stylosum Kar. & Kir., Lindelofia angustifolia Brand
- Lindelofia stylosa subsp. pterocarpa (Rupr.) Kamelin (1993) -  synonyme : Solenanthus nigricans var. pterocarpus Rupr.
- Lindelofia tschimganica (Lipsky) Popov ex Pazij (1961) - synonyme : Solenanthus olgae var. tschimganicus Lipsky
- Lindelofia tubiflora (Murb.) Brand (1921) : voir Pardoglossum tubiflorum (Murb.) Barbier & Mathez - synonymes : Cynoglossum tubiflorum (Murb.) Greuter & Burdet, Solenanthus tubiflorus Murb.